# Farnborough, Berkshire
Farnborough är en ort och civil parish i Storbritannien.   Den ligger i kommunen West Berkshire i riksdelen England, i den södra delen av landet, 90 km väster om huvudstaden London. Farnborough ligger 211 meter över havet och antalet invånare är 102.
Terrängen runt Farnborough är huvudsakligen platt. Farnborough ligger uppe på en höjd. Runt Farnborough är det ganska tätbefolkat, med 207 invånare per kvadratkilometer. Närmaste större samhälle är Abingdon, 16,4 km norr om Farnborough. Trakten runt Farnborough består till största delen av jordbruksmark.